# Ham Lini

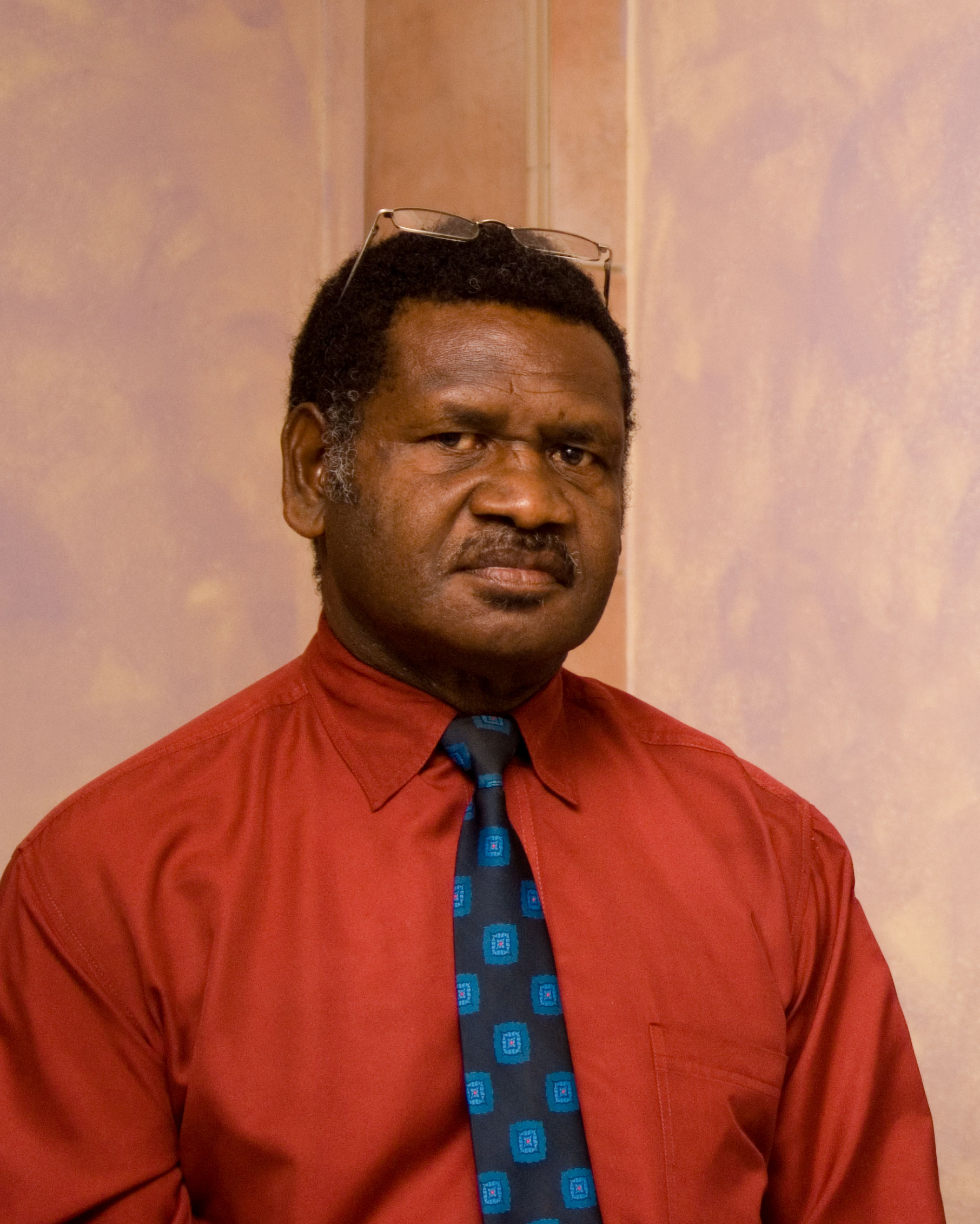
Ham Lini, 2008.

Ham Lini, född 8 december 1951 på ön Pentecost i dåvarande Nya Hebriderna, är en vanuatisk politiker. Han var Vanuatus premiärminister från den 11 december 2004 till 22 september 2008. Han har varit vice premiärminister flera gånger, den senaste från 16 maj 2014 till 11 juni 2015.
Ham Lini efterträdde brodern Walter Lini som partiledare för Vanuatu National United Party (VNUP) vid dennes död 1999.